# Министерство внутренних дел и коммуникаций Японии
Министерство внутренних дел и коммуникаций Японии (яп. 総務省 Со:мусё:) — исполнительный орган власти в правительстве Японии. Занимается курированием японской административной системы, управляет местными органами власти, занимается выборами, телекоммуникациями, почтовыми службами и правительственной статистикой. Министр внутренних дел и коммуникаций назначается из числа членов текущего кабинета министров.

## История
Министерство было создано 6 января 2001 года путём слияния Министерства внутренних дел (яп. 自治省 дзитисё:), Министерства почт и телекоммуникаций (яп. 郵政省 ю:сэйсё:) и Агентства управления и координации (яп. 総務庁 со:мутё:). Определённые функции по управлению и координации агентства были переданы в секретариат кабинета министров в рабочем порядке, в то время как многие функции Министерства почт и телекоммуникаций были переданы независимому Агентству почтовых услуг, которое позже стало Почтой Японии.

## Подразделения
Министерство имеет следующие подразделения по состоянию на июль 2011 года:

### Бюро
- Секретариат министра (яп. 大臣官房 Дайдзин камбо:)
  - Генеральный директор Секретариата министра
  - Генеральный директора по вопросам координации политики
  - Генеральный директор по оживлению регионов
  - Генеральный директор по вопросам оценки политики
  - Заместитель генерального директора секретариата министра
  - Советник
  - Секретарский отдел
  - Общий отдел
  - Отдел счетов
  - Отдел планирования политики
  - Отдел оценки политики и общественных отношений
  - Офис управления
- Бюро персонала и пенсий (яп. 人事恩給局 Дзиндзи-онкю:-кёку)
  - Пенсионное бюро, генеральный директор по кадрам
  - Заместитель генерального директора по кадрам
  - Общий отдел
  - Отдел кадровой политики
  - Отдел возрастной кадровой политики
  - Отдел пенсионного планирования
  - Отдел пенсионной экспертизы
  - Отдел пенсионного исполнения
  - Советник
- Бюро административного управления (яп. 行政管理局 Гё:сэй-канри-кёку)
  - Генеральный директор Бюро административного управления
  - Отдел планирования и координации
  - Отдел планирования правительственных информационных систем
  - Директор по управлению
- Бюро административной оценки (яп. 行政評価局 Гё:сэй-хё:ка-кёку)
  - Генеральный директор Бюро административной оценки
  - Общий отдел
  - Консультативный отдел администрации
  - Директор по политике оценки
  - Директор по оценке и инспекциям
- Бюро местной администрации (яп. 自治行政局 Дзити-гё:сэй-кёку)
  - Генеральный директор Бюро местной администрации
  - Местное отделение администрации
  - Отдел улучшения администрации
  - Муниципальный отдел поощрения слияний
  - Отдел региональной политики
  - Отдел содействия регионального самоуправства
  - Служба отдела кадров местных органов
  - Генеральный директор местного отдела кадров госслужбы
  - Отдел кадров местной государственной службы
  - Отдел благосостояния
  - Отдел выборов
  - Генеральный директор Отдела выборов
  - Отделение выборов
  - Отдел управления выборами
  - Фонд Отдела политического регулирования
- Бюро местных госфинансов (яп. 自治財政局 Дзити-дзайсэй-кёку)
  - Генеральный директор Бюро местных госфинансов
  - Отдел финансов местных органов
  - Отдел координации местных госфинансов
  - Местное отделение налогового распределения
  - Отдел финансового менеджмента
- Налоговое бюро (яп. 自治税務局 Дзити-дзэйму-кёку)
  - Генеральный директор местных налоговых бюро
  - Местные отделы налогового планирования
  - Отдел налоговой политики префектур
  - Муниципальный отдел налогового планирования
  - Отдел налога на недвижимость
- Внешнее учреждения (яп. 外局 гайкёку)
  - Управление пожарной охраны
  - Управление по вопросам защиты окружающей среды